# Китайці

Країни зі значною кількістю населення китайського походження.

Китайці — це люди або етнічні групи, які пов'язані з Китаєм, зазвичай через етнічність, національність, громадянство чи іншу приналежність.
Китайці відомі як Чжунґожень (кит. трад.: 中國人; спрощ.: 中国人; піньїнь: Zhōngguórén) або як Хуажень (кит. трад.: 華人; спрощ.: 华人; піньїнь: Huárén) носіям стандартної китайської мови, включно з тими, хто живе у Великому Китаї, а також з китайцями, які мешкають за кордоном. Хоч обидва терміни означають «китайці», їх використання залежить від особи та контексту. Перший термін зазвичай (але не винятково) використовується для позначення громадян Китайської Народної Республіки, особливо материкового Китаю. Термін «Хуажень» позначає етнічних китайців і частіше використовується стосовно тих, хто проживає за кордоном або не є громадянином Китаю.
Китайці (самоназва — хань, ханці) є найбільшою етнічною групою в Китаї, що становить приблизно 92 % населення материкової частини країни. Вони становлять приблизно 95 % населення Тайваню, 92 % Гонконгу та 89 % Макао. Вони також є найбільшою етнічною групою у світі, що становить приблизно 18 % світового населення.
За межами Китаю терміни «ханець» і «китаєць» часто плутають, оскільки ті особи, що ідентифікують себе або зареєстровані як ханьці, є панівною етнічною групою в Китаї. Проте, окрім ханьців, в Китаї також є 55 офіційно визнаних етнічних меншин, які також є китайцями за національністю.
Люди з Тайваню, офіційна назва — Китайська Республіка (КР), також можуть називатися «китайцями» в різних контекстах, хоча зазвичай їх називають «тайванцями». Територія Тайваню є спірною, і КНР має обмежене визнання його суверенітету.
Термін «закордонні китайці» частіше за все використовується стосовно людей китайського походження, що живуть за кордоном, а також може позначати китайських громадян, які мешкають за межами Китаю.

## Етнічні групи в Китаї та пов'язаних з ним територіях
Певну кількість етнічних груп, а також інші расові меншини Китаю називають китайцями.

### Етнічні групи в Китаї

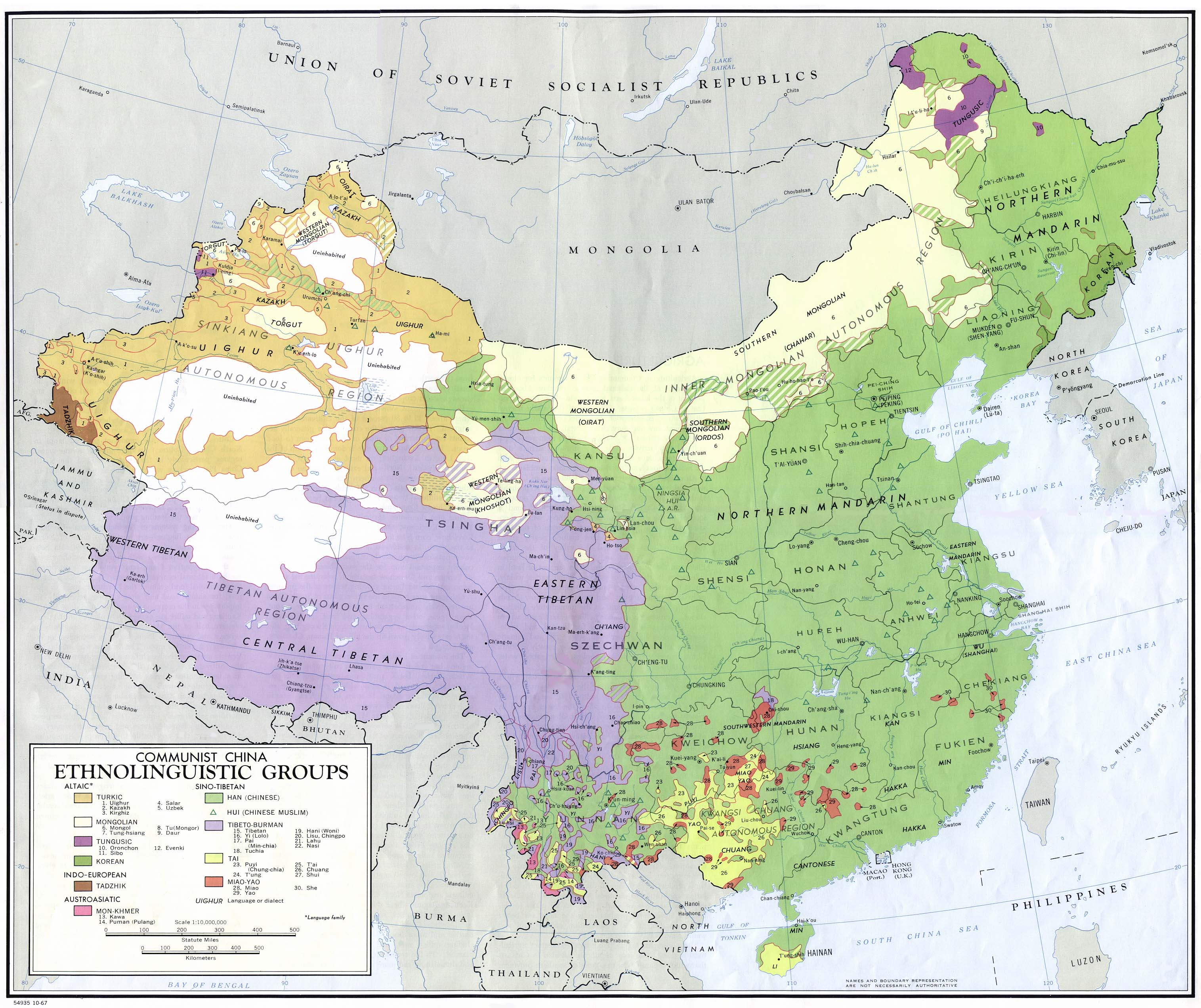
Фоліо карти комуністичного Китаю. Центральне розвідувальне управління США, Управління розвідки, Офіс базової географічної розвідки, 1967 р.

Ханьців, найбільшу етнічну групу в Китаї, часто помилково називають «китайці» або «етнічні китайці». Ханьці також утворюють більшість або значну меншість в інших країнах, і становлять приблизно 18 % світового населення.
Іншими етнічними групами в Китаї є чжуани, хуейцзу, маньчжури, уйгури та мяо (хмонги). Вони становлять п'ять найбільших етнічних меншин у материковому Китаї з населенням приблизно 10 мільйонів чи більше. Крім того, ї, туцзяни, тибетці та монголи кожна мають чисельність населення від п'яти до десяти мільйонів.
Китай, офіційно — Китайська Народна Республіка (КНР), загалом визнає 56 корінних китайських етнічних груп. У Китаї також наявні кілька невизнаних етнічних груп.

#### Етнічні групи в династичному Китаї
Термін «китайці» (китайською: 中國之人; буквально: 'Люди Китаю' Zhōngguó zhī rén; маньчжурською: Dulimbai gurun i niyalma) використовувався урядом династії Цін для позначення всіх традиційно корінних підданих імперії, включаючи ханьців, маньчжурів і монголів.

#### Чжунхуа міньцзу («китайська нація»)
Чжунхуа міньцзу, «китайська нація» — це надетнічне поняття, яке стосується всіх 56 етнічних груп, що мешкають в Китаї та офіційно визнані урядом Китайської Народної Республіки. Цей термін використовується для позначення усталених етнічних груп, які жили в межах давнього Китаю. Він використовувався в Китайській Народній Республіці з 1911 по 1949 рік для позначення п'яти первинних етнічних груп у Китаї. Термін чжунго женьмінь (кит.: 中国人民), «китайський народ» був улюбленим терміном уряду в ранню комуністичну еру; чжунхуа міньцзу зустрічається частіше в останні десятиліття.

### Етнічні групи в Тайвані

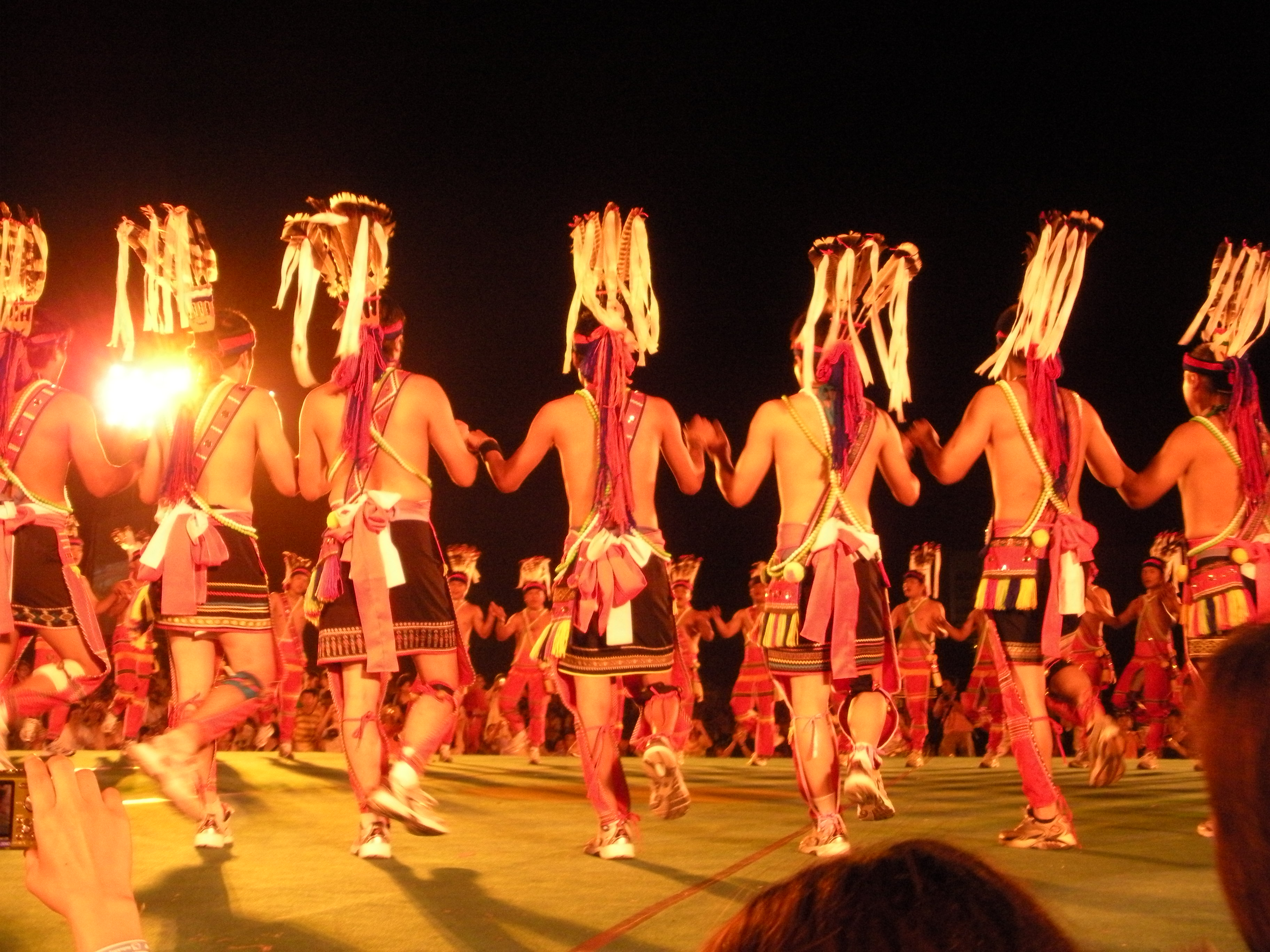
Аміси — корінна етнічна група Тайваню.

Тайвань, офіційно — Китайська Республіка (КР), визнає 17 тайванських етнічних груп, а також інші численні етнічні групи «нових іммігрантів» (здебільшого вихідці з материкового Китаю та Південно-Східної Азії). З 17 етнічних груп Тайваню 16 вважаються корінними (корінні народи Тайваню), а одна вважається некорінною (тайванські ханьці). У Тайвані також є кілька невизнаних корінних етнічних груп.
Тайванські ханьці, які є ханьцями, що проживають на території Тайваню, зазвичай класифікуються урядом Тайваню таким чином: тайванські хокло, тайванські хакка та вайшенжень (тобто «народ материкового Китаю у Тайвані»). Мешканці Цзіньмень та Мацзу є двома іншими значущими етнічними групами тайванських ханьців.
Хоклоси та хакки вважаються «корінним» населенням Тайваню, оскільки вони першими почали мігрувати в Тайвань у значних кількостях із провінції Фуцзянь та Гуандун понад 400 років тому (вперше вони почали мігрувати в Тайвань у незначних кількостях на кілька століть раніше). Тайванською мандаринською мовою їх часто називають «беншенжень» («люди з цієї провінції»). Ті люди, що ідентифікують себе як хокло, становлять приблизно 70 % загального населення Тайваню, а хакка — приблизно 14 % населення Тайваню.
Так звані «жителі материка» (тайванці) здебільшого походять від людей, які мігрували з материкового Китаю у Тайвань протягом 1940-х і 1950-х років. Їх часто називають тайванською мандаринською мовою «вайшенжень» (що означає «люди з-за меж цієї провінції»). Жителі материка (тайванці) становлять приблизно 14 % загального населення Тайваню.
Загалом різні корінні народи Тайваню становлять приблизно 2 % населення Тайваню. Вважається, що вони жили в Тайвані протягом 6000 років до колонізації Тайваню Китаєм, яка почалася в 17 столітті (н. е.).

#### Визнання китайським урядом
Етнічні групи тайванських ханьців, корінних тайванців (беншенжень), тайванців хокло, тайванців хакка, мешканців материкового Тайваню (вайшенжень), цзіньменців і мацзунезців (усі підтипи або гілки китайської етнічної групи хань) не визнаються урядом КНР. Крім того, 16 корінних народів Тайваню, офіційно визнаних урядом Тайваню, також не визнаються урядом Китаю. Китайський уряд також не визнає таку категорію як «новий іммігрант».
Натомість китайський уряд має власні етнічні найменування для тайванців. Китайці вважають тайванських ханьців просто ханьцями, а різні визнані та невизнані (Тайванем) корінні народи Тайваню називають «гаошаньжень» (тобто «народ високогір'я»). Гаошаньжень вважається однією з 56 офіційно визнаних етнічних груп Китаю.

## Національність, громадянство та місце проживання

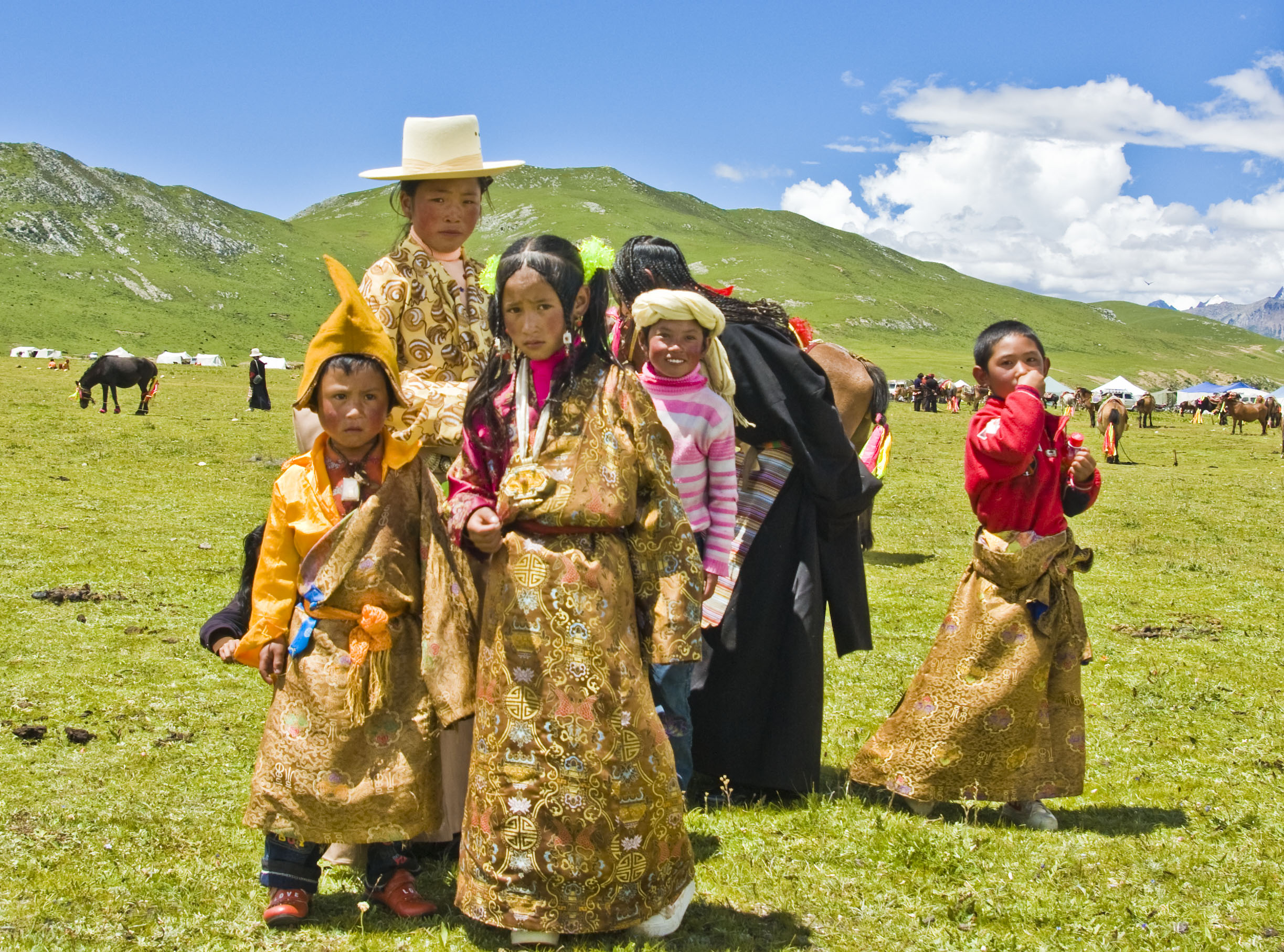
Тибетці в Цинхаї

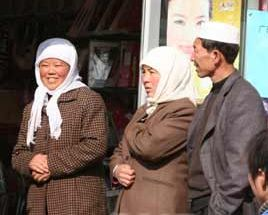
Хуейці в Сіньцзяні

Закон про громадянство Китайської Народної Республіки зазначає, що особа отримує громадянство або за народженням, якщо принаймні один із батьків має китайське громадянство, або шляхом натуралізації. Посвідчення особи є офіційною формою ідентифікації для жителів Китайської Народної Республіки.
Паспорт спеціального адміністративного району Гонконг або паспорт спеціального адміністративного району Макао видається особам, які постійно проживають у Гонконгу чи Макао відповідно.
Національна ідентифікаційна картка — це документ, що посвідчує особу та видається людям, які мають сімейну реєстрацію в Тайвані. Сертифікат резидента — це документ, що видається мешканцям Китайської Республіки, які не мають Національної ідентифікаційної картки.

## Закордонні китайці

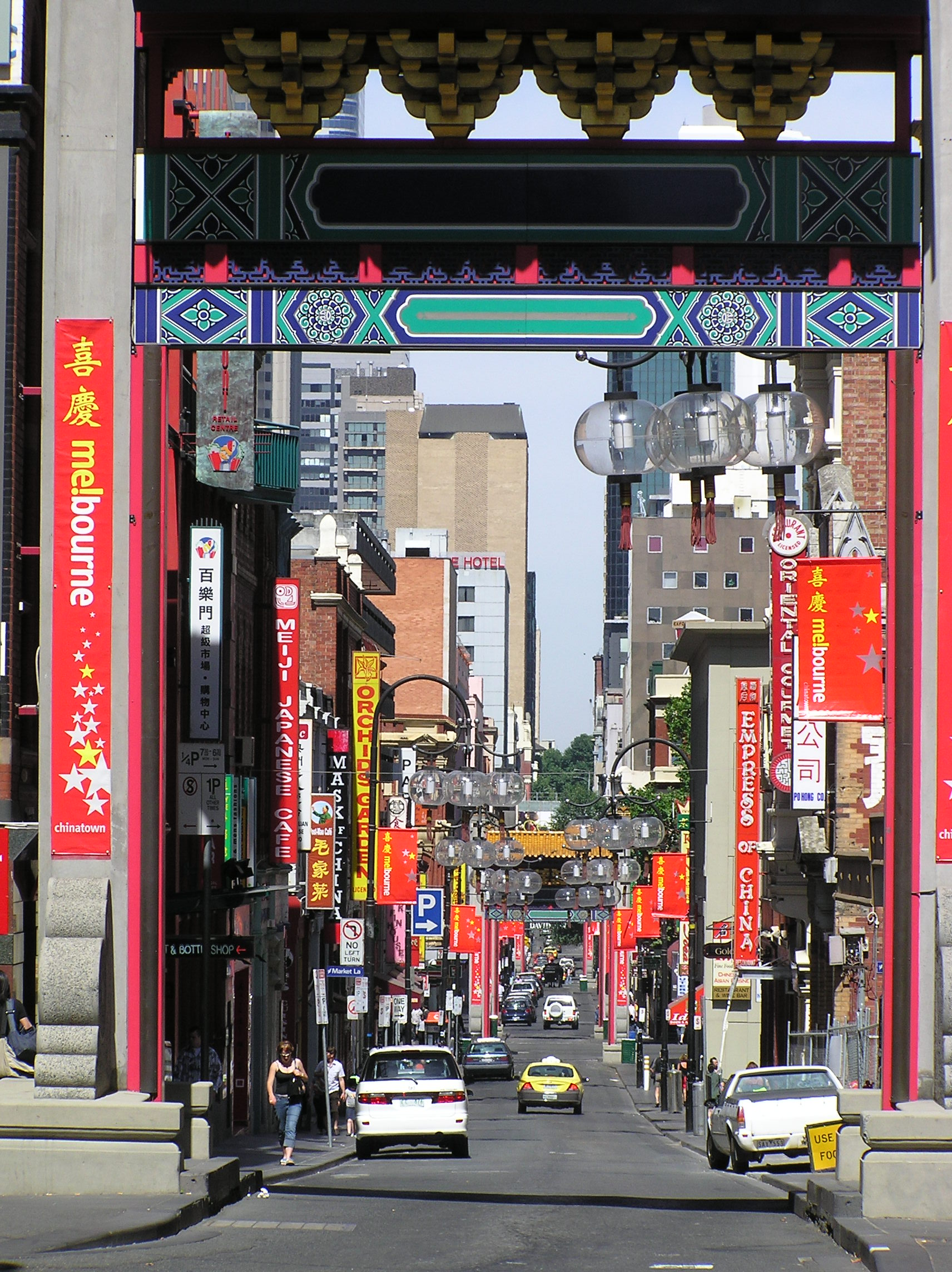
Чайнатаун(китайський квартал) в Мельбурні, є найстарішим китайським поселенням у Західному світі та найстарішим китайським кварталом у Південній півкулі.

Закордонними китайцями називають людей китайської етнічності, які живуть за межами Китайської Народної Республіки чи Тайваню внаслідок тривалого процесу перетворення на діаспору. Особи з одним або кількома китайськими пращурами можуть вважати себе закордонними китайцями. Такі люди дуже відрізняються за рівнем культурної асиміляції. У всьому світі на різних територіях існують етнічні анклави, відомі як китайські квартали, що є домівкою для закордонних китайців.
У Південно-Східній Азії люди китайського походження називають себе «хуажень» замість «чжунґожень», що зазвичай стосується громадян Китайської Народної Республіки або Тайваню. Термін Чжунґожень має більший політичний та ідеологічний відтінок. В той час, як люди, що мешкають в Китаї, можуть використовувати назву Чжунґожень для позначення власної китайської етнічної приналежності, деякі жителі Тайваню відмовляються називатися Чжунґожень.